# Eva Semotanová
Eva Semotanová (* 2. prosince 1952 Praha) je česká vysokoškolská pedagožka, historička zabývající se historickou geografií, dějinami kartografie a srovnávacími dějinami měst.

## Život
V letech 1972–1977 vystudovala v oboru archivnictví – dějepis na Filozofické fakultě Univerzity Karlovy v Praze. V roce 1984 nastoupila do Historického ústavu Akademie věd. Zde se nejprve věnovala jako vědecká pracovnice oddělení dějin středověku historické geografii, dějinám kartografie a srovnávacím dějinám měst. Od 1. června 2012 byla v Historické ústavu AV jmenována ředitelkou. Věnovala se zároveň přednáškám z historické geografie na Filozofické fakultě Univerzity Hradec Králové a stala se členkou řady vědeckých a vědecko- správných rad a komisí. Je členkou ediční rady Historického atlasu měst České republiky. V letech 2005–2010 pracovala na koncepci vědeckého Akademického atlasu českých dějin. Je autorkou řady knih.

## Publikace (výběr)
- Kartografie v hospodářském vývoji českých zemí v 19. a na počátku 20. století. Praha : Historický ústav, 1993.
- Kartografie v historické práci. Vademecum = Cartography in historical work. Praha : Historický ústav, 1994.
- Historická geografie českých zemí. Praha : Historický ústav, 1998.
- Mapy Čech, Moravy a Slezska v zrcadle staletí. Praha : Libri, 2001.
- Atlas zemí Koruny české. Praha : Aleš Skřivan ml., 2002.
- Kladsko : proměny středoevropského regionu. Historický atlas. Hradec Králové : Univerzita Hradec Králové / Praha : Historický ústav AV ČR, 2005. (s O. Felcmanem)
- Česko. Ottův historický atlas. Praha : Ottovo nakladatelství, 2007. (s kolektivem)
- Akademický atlas českých dějin. Praha : Academia, 2014. (s J. Cajthamlem a kolektivem)
- Kladsko. Historickogeografický lexikon. Praha : Historický ústav, 2015. (s kolektivem)
- Historické krajiny Čech. Třeboňsko – Broumovsko – Praha. Praha : Historický ústav, 2015. (s E. Chodějovskou a R. Šimůnkem)
- Ottův historický atlas – Praha. Praha : Ottovo nakladatelství, 2016. (s kolektivem)

## Ocenění
Dne 8. listopadu 2004 jí byla udělena Cena ministryně školství, mládeže a tělovýchovy za výzkum za projekt Historický atlas měst České republiky a 13. prosince 2007 jí byla udělena na Jagellonské univerzitě v Krakově Cena Waclawa Felczaka a Henryka Wereszyckého za výstup grantového projektu GA ČR Kladsko. Proměny středoevropského regionu.